# Stèle de Sésostris III

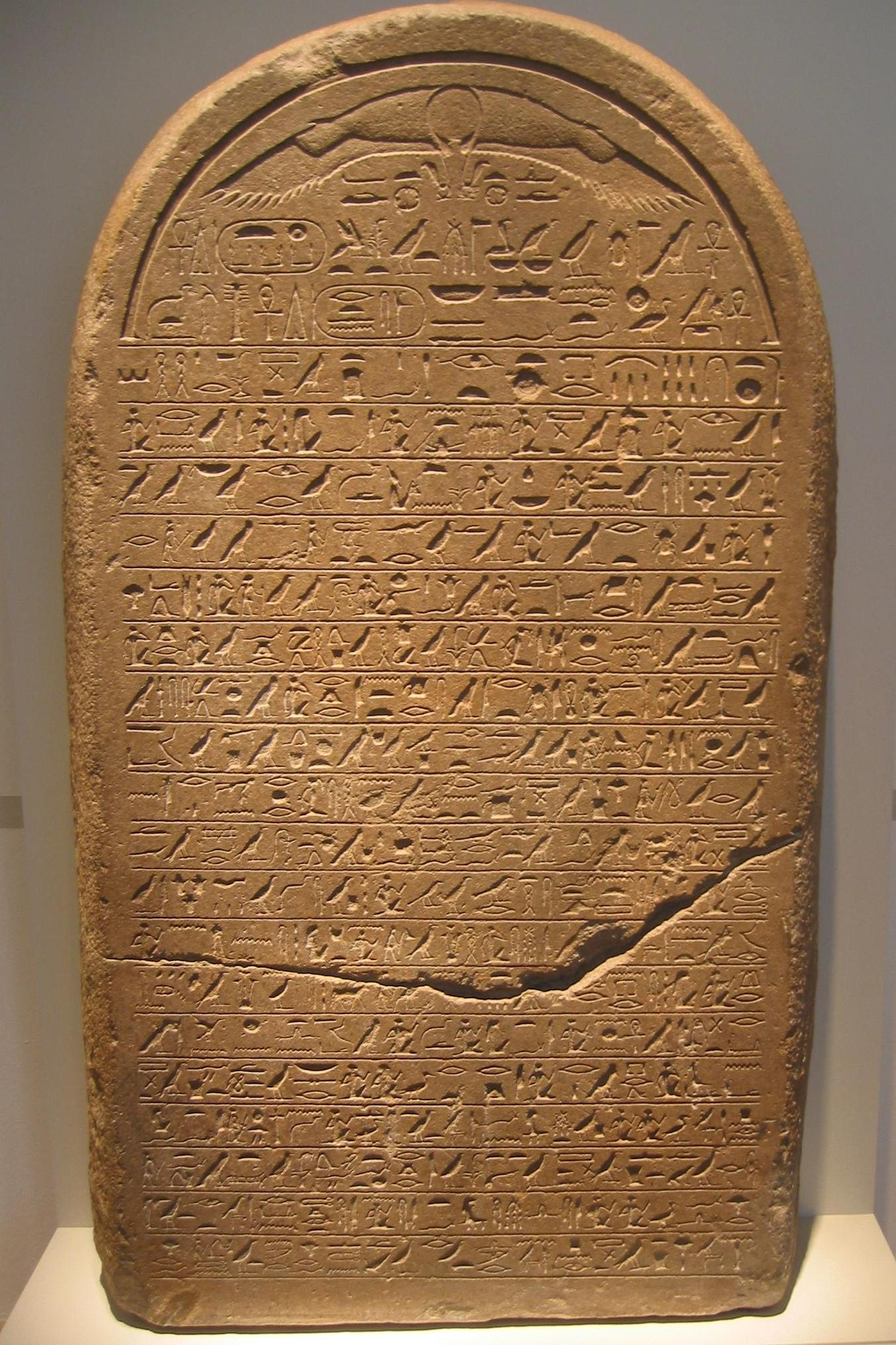
Stèle-frontière de l'an 16 de Sésostris III
Ägyptisches Museum, Berlin

Les stèles de Sésostris III sont des stèles-frontières datée l'une de l'an 8, l'autre de l'an 16 du règne de Sésostris III qui doit assurer la reprise en main de la Haute-Nubie, entre les 2e et 3e cataractes, cette pointe méridionale des possessions égyptiennes subissant alors les incursions régulières de tribus kouchites venues du Sud. La frontière est renforcée par la rénovation ou la construction d'un réseau de huit forteresses pourvues de garnisons.
La stèle de l'an 8 fut découverte près de la forteresse de Semna et souligne l'importance économique de la grande forteresse.
Elle témoigne de la détermination du pouvoir égyptien à endiguer toute forme d'hostilité à son encontre :
« Frontière méridionale, faite en l'an huit sous la majesté du roi de Haute et Basse-Égypte Khâkaourê, v.s.f,
afin d'interdire à tout Nubien qu'il la franchisse en navire ou avec une troupe nubienne
sauf si ce Nubien vient pour faire du commerce à Bouhen ou avec un message ou quoi que ce soit de bon augure,
sans pour autant autoriser éternellement un navire nubien à traverser Semna pour se rendre vers le nord »